# Ploganes
Ploganes är en tätort i Kvams kommun i Vestland fylke i västra Norge. Orten ligger vid fylkesväg 576, på den västra sidan av Hardangerfjorden. Den omfattar bland annat kyrkbyn Strandebarm. Här finns Strandebarms kyrka.
Tidigare har orten tillhört dåvarande Strandebarms kommun i Hordaland fylke.